# Terrabona
Terrabona è un comune del Nicaragua facente parte del dipartimento di Matagalpa.